# Francis Joseph Cui Qingqi
Francis Joseph Cui Qingqi OFM (chinesisch 崔庆琪; * 1964 in Changzhi) ist ein chinesischer Ordensgeistlicher und römisch-katholischer Bischof von Hankou.

## Leben
Francis Joseph Cui Qingqi trat dem Franziskanerorden bei und empfing am 8. Dezember 1991 das Sakrament der Priesterweihe.
Am 27. September 2020 wurde er auf der Basis der provisorischen Vereinbarung zwischen dem Heiligen Stuhl und der Volksrepublik China über die Anerkennung der Bischöfe zum Bischof von Hankou ernannt. Mit Zustimmung des Heiligen Stuhls empfing er am 8. September des folgenden Jahres in der Kathedrale von Hankou die Bischofsweihe und war damit der sechste Bischof, der mit Zustimmung beider Seiten geweiht werden konnte.